# Chiesa di Santa Maria degli Angeli (Caccamo)
La Chiesa di Santa Maria degli Angeli, nota anche come Chiesa di San Domenico, è un edificio religioso situato a Caccamo. 
La chiesa, insieme all'annesso convento, fu fondata dal frate domenicano caccamese Giovanni Liccio nel 1487.
All'interno sono conservati una Madonna col Bambino realizzata dallo scultore Antonello Gagini, e un'urna reliquiaria del beato Giovanni Liccio.

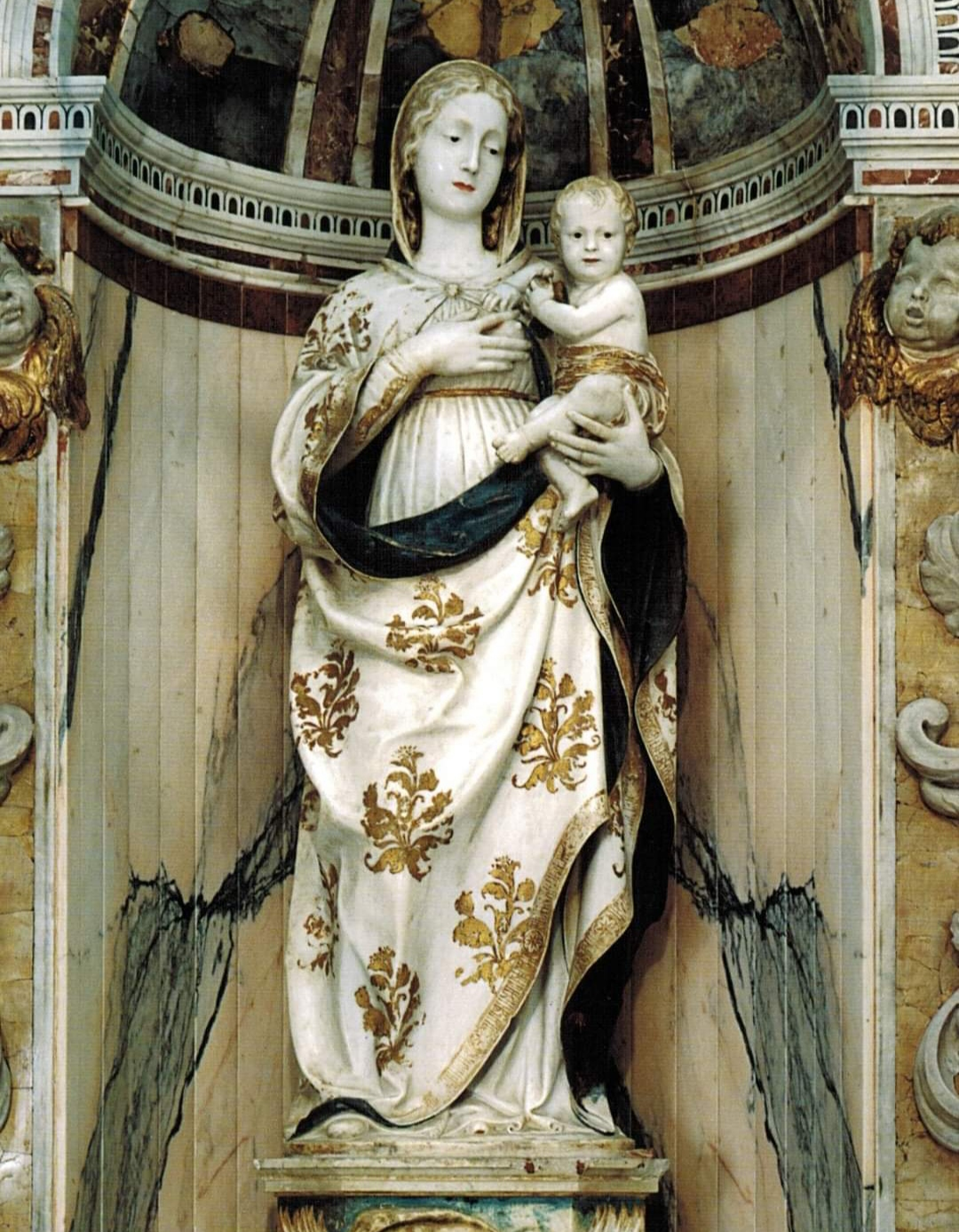
Madonna col bambino, Antonello Gagini, 1516, Caccamo

## Descrizione
Entrando nell'edificio si nota subito il soffitto ligneo, realizzato nel 1497. Il soffitto potrebbe essere stato dipinto dal frate domenicano Antonio de Pace o da Pietro Augusta, anch'egli pittore dell'ordine domenicano.

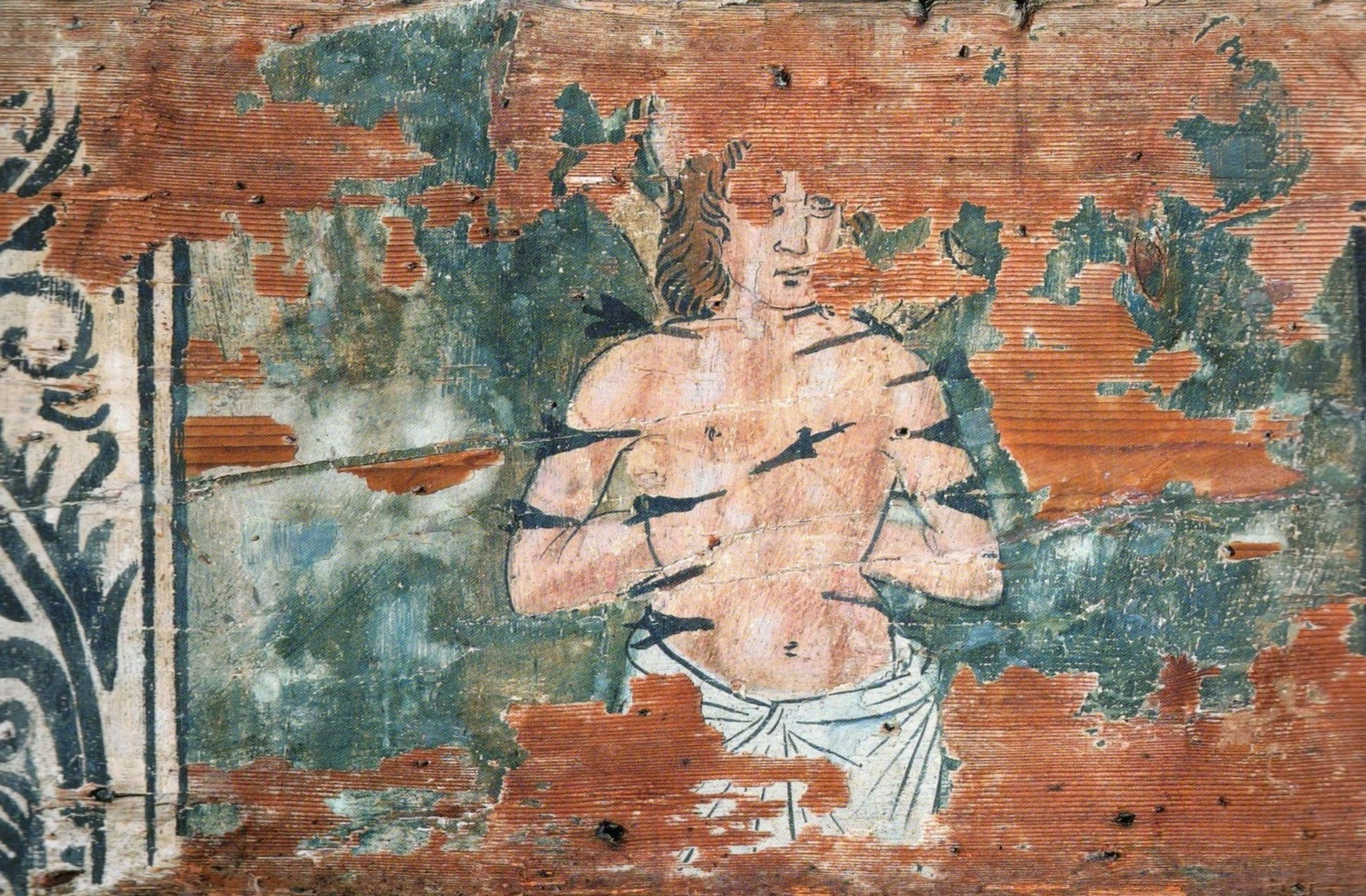
particolare del soffito ligneo - San Sebastiano

Nel soffitto si succedono figure di profeti fra i quali Daniele e Malachia. Sono inoltre presenti dottori e padri della chiesa come Agostino e altri santi, fra questi San Sebastiano e San Domenico.
Nella navata di destra è inoltre presente una cappella dedicata al beato Giovanni Liccio. La cappella conserva l'urna d'argento con i resti del beato. La chiesa custodisce il tesoro dei monili donati al Beato che vengono esposti per la solenne festività. Nella cappella è inoltre presente il sarcofago marmoreo che conteneva precedentemente le spoglie del Beato, recante la relativa iscrizione del 1558:
Alcuni degli ex voto sono custoditi nell'urna lignea del 1754, contenuta anch'essa nella cappella.

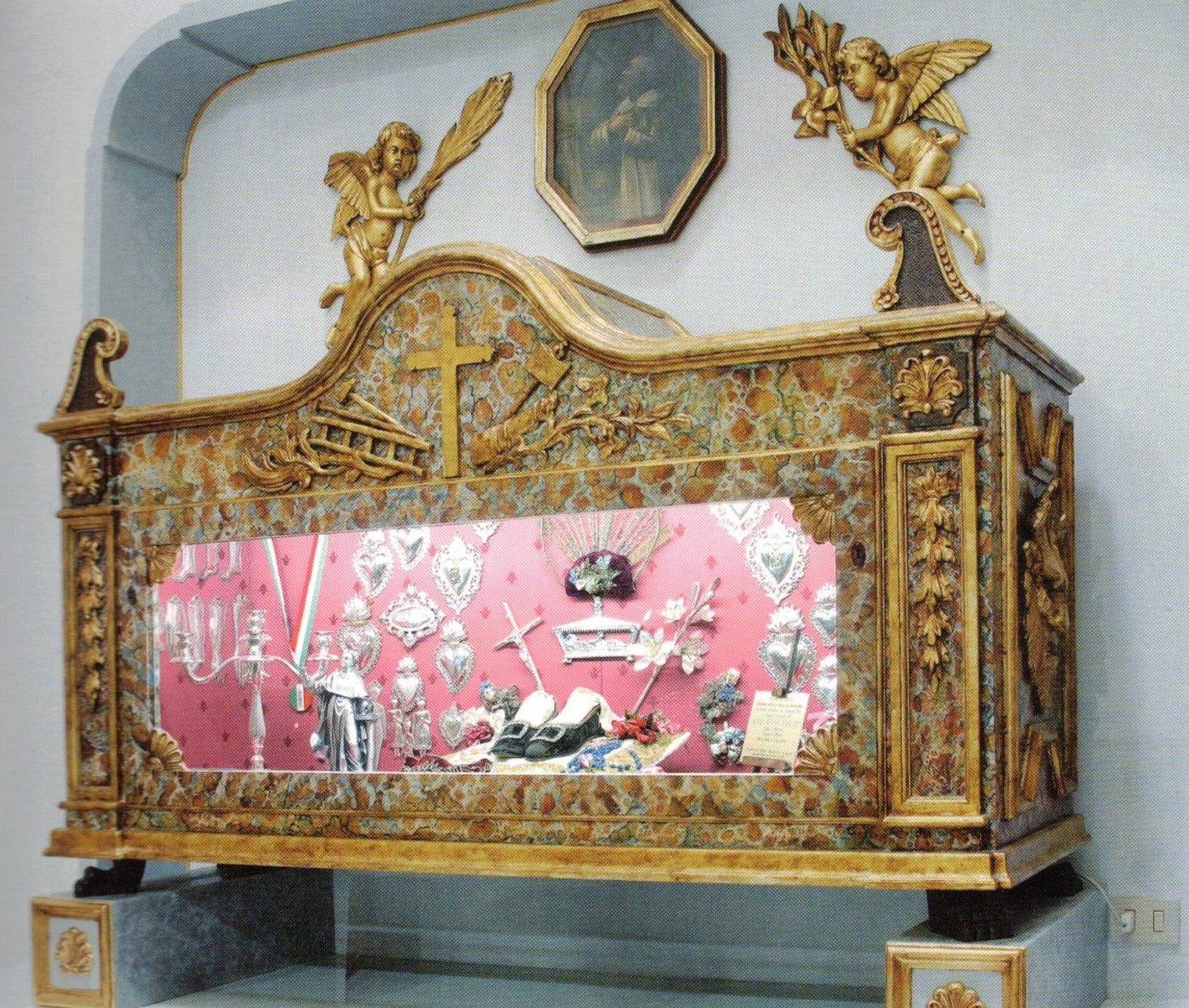
urna lignea del 1754 che contiene alcuni degli ex voto del beato Giovanni Liccio

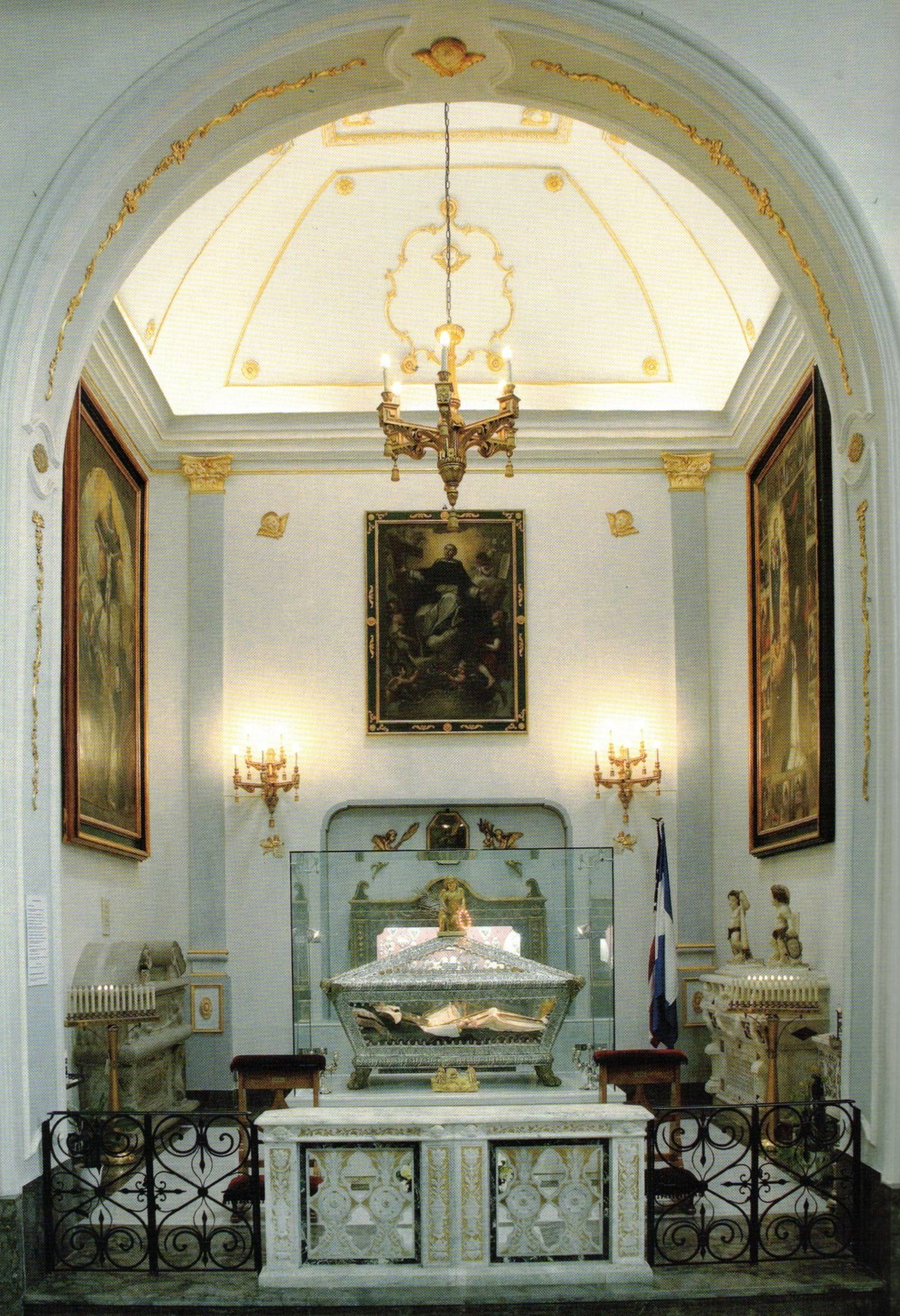
Cappella del beato Giovanni Liccio, navata destra